# Tiger Miko
Tiger Miko is een bestuurslaag in het regentschap Aceh Tenggara van de provincie Atjeh, Indonesië. Tiger Miko telt 239 inwoners (volkstelling 2010).